# Andrzej Albinowski
Andrzej Albinowski herbu Jastrzębiec (ur. 10 grudnia 1640, zm. w 1706) – polski duchowny rzymskokatolicki, biskup pomocniczy kujawsko-pomorski.

## Życiorys
8 kwietnia 1670	przyjął święcenia diakonatu, a 13 kwietnia 1670 prezbiteriatu.
30 maja 1695 papież Innocenty XII prekonizował go biskupem pomocniczym kujawsko-pomorskim oraz biskupem in partibus infidelium ordaeńskim. Brak informacji kiedy i od kogo przyjął sakrę biskupią.